# Esquadra 552
A Esquadra 552 "Zangões" é uma esquadra da Força Aérea Portuguesa. Opera helicópteros AgustaWestland AW119 Koala. A sua missão consiste na execução de operações de transporte aéreo, apoio táctico e geral, e instrução básica e avançada de helicópteros.